# Finn L. & Davidsen
Finn L. & Davidsen A/S er en dansk installationsvirksomhed med hovedkontor i Haslev og i alt 3 afdelinger i Danmark. Deres kompetencer er inden for elinstallation, VVS, entreprise og energi. 
I 2024 var Finn L. & Davidsen's årsomsætning på 353 mio. kroner[kilde mangler]. I det samme regnskabsår havde de 234 ansatte.
Virksomheden blev etableret i 1988 og er ejet af Lasse Secher Houengaard.